# Pittsburg (Teksas)
Pittsburg – miasto w Stanach Zjednoczonych, w stanie Teksas, w  hrabstwie Camp. W 2000 roku liczyło 4347 mieszkańców.